# La aventura del huevo de Pascua
La aventura del huevo de Pascua (título original: The Easter Egg Adventure) es una película estadounidense de animación y familiar de 2004, dirigida por John Michael Williams, que a su vez la escribió junto a Larry Hama, está basada en el libro The Easter Egg Escapade del mencionado cineasta, musicalizada por John Califra y Natalie Cole, la protagonizan las voces de Brooke Shields, John Michael Williams y James Woods, entre otros. El filme fue producido por Funline Animation, Hatch House Studios y P/S StarGames; se estrenó el 1 de septiembre de 2004.

## Sinopsis
Egg Town es un bello lugar que se ve amenazado por unos infames ladrones. Estos logran robar la colección de huevos de Pascua que la ciudad había juntado, ahora depende de algunos habitantes audaces para poder recuperarlos.